# Narkunda
Die Narkunda war ein 1920 in Dienst gestelltes Passagierschiff der britischen Reederei Peninsular and Oriental Steam Navigation Company (P&O), das im Passagier- und Postverkehr von Großbritannien nach Australien und später nach Fernost eingesetzt wurde. Ab 1940 diente sie als Truppenschiff, bis sie am 14. November 1942 an der algerischen Küste während eines deutschen Luftangriffs versenkt wurde.

## Geschichte

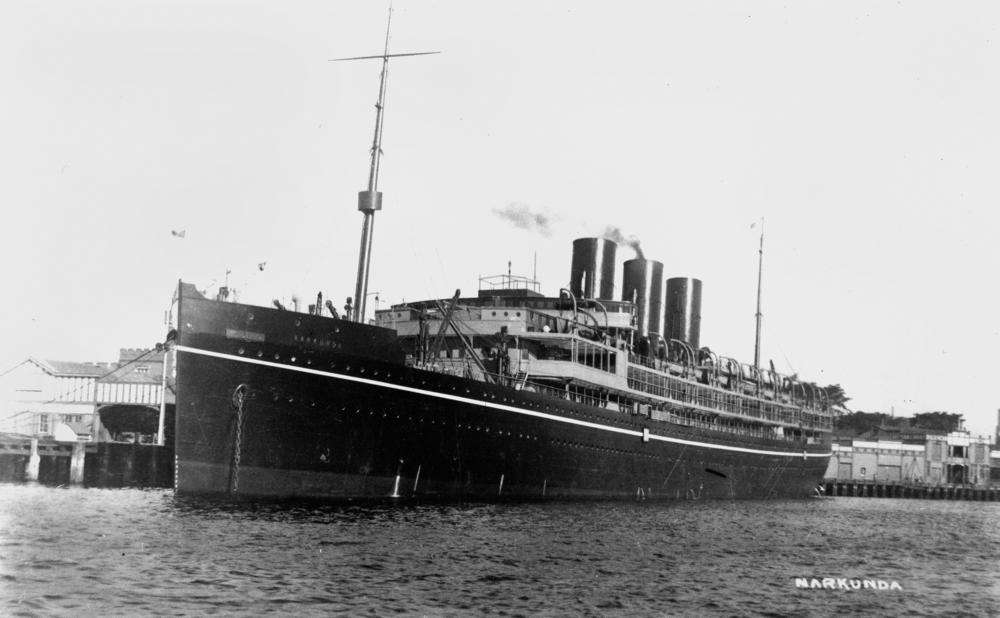
Der P&O-Dampfer Narkunda

Das Dampfschiff Narkunda wurde bereits 1913 geordert und bei Harland & Wolff im nordirischen Belfast gebaut. Der Erste Weltkrieg verzögerte den Bau des Schiffs erheblich. Erst am 25. April 1918 konnte die 16.227 BRT große Narkunda bei Harland & Wolff vom Stapel gelassen werden. Ihr ebenfalls 1913 in Auftrag gegebenes Schwesterschiff, die Naldera (15.825 BRT), wurde bei Caird & Company im schottischen Greenock gebaut und lief im Dezember 1917 vom Stapel.
Das 177,22 Meter lange und 21,16 Meter lange Passagier- und Postschiff Narkunda hatte drei Schornsteine, zwei Masten und zwei Propeller und wurde von Vierfachexpansions-Dampfmaschinen angetrieben, die 15.300 PSi leisteten und das Schiff auf bis zu 17,5 Knoten beschleunigen konnten. Die Passagierunterkünfte waren für 426 Passagiere in der Ersten und 247 Passagiere in der Zweiten Klasse konzipiert. Die Narkunda und die Naldera waren P&Os erste Dreischornsteiner, die ersten mit einem abgerundeten Kreuzerheck und zudem die bis dahin größten Schiffe der Reederei. Die Narkunda lief am 30. März 1920 zu ihrer Jungfernfahrt aus. In ihren ersten Jahren wurde sie im Postdienst von England über das Mittelmeer nach Australien eingesetzt. 1927 wurde von Kohle- auf Ölverbrennung umgestellt. 1931 wurde sie auf die Route in den Fernen Osten verlegt und lief verschiedene Häfen an.
Nach Ausbruch des Zweiten Weltkriegs führte die Narkunda ihren Passagierservice zunächst weiter aus und lief unter anderem Shanghai und Kapstadt an, bis sie 1940 von der britischen Admiralität als Truppentransporter und Hilfskreuzer eingezogen wurde. Sie kam während der alliierten Invasion Nordafrikas (siehe Operation Torch) zum Einsatz.
Nachdem sie alliierte Truppen in der algerischen Hafenstadt Bougie an Land gebracht hatte, machte sich die Narkunda unter dem Kommando von Kapitän L. Parfitt, DSC, auf die Rückreise nach Großbritannien. Am Abend des 14. November 1942 wurde die Narkunda nicht weit von Bougie von deutschen Jagdfliegern bombardiert und versenkt (Position 46° 52′ N, 5° 1′ O). 31 Menschen kamen dabei ums Leben. Die Narkunda war das dritte und letzte P&O-Schiff, das in dem Gebiet verloren ging. Kapitän Parfitt überlebte und wurde später mit der Lloyd’s War Medal for Bravery at Sea ausgezeichnet.